# Montejo de la Sierra
Montejo de la Sierra est une commune de la communauté de Madrid, en Espagne. Elle est située au Nord de la communauté de Madrid. Elle est contigu à la province de Guadalajara, près des montagnes de Somosierra et à l'intérieur du système central. Sa superficie est de 31,37 km2.